# Теранова дей Пасерини
Терано̀ва дей Пасерѝни (на италиански: Terranova dei Passerini, на западноломбардски: Teranöva, Тераньова) е село и община в Северна Италия, провинция Лоди, регион Ломбардия. Разположено е на 63 m надморска височина. Населението на общината е 901 души (към 2012 г.).